# 탕 (상나라)

탕

탕(湯, 기원전 1600년경)은 상나라(商=은나라)의 건국자로, 이름은 리(履)이다. 천을(天乙), 대을(大乙), 태을(太乙), 성탕(成湯), 성당(成唐)이라고도 한다. 하(夏)나라의 마지막 왕 걸을 추방해 하 왕조를 멸망시켰다.
하나라의 마지막 왕 걸은 포학한 정치를 해 인심은 하로부터 멀어져 있었다. 하의 신하인 탕은 명신 이윤의 보좌를 받아 걸을 공격해 멸망시켰다. 《서경》에는 걸을 멸할 때에 제후를 향해 연설했다고 여겨지는 〈탕서〉(湯誓)편이 있다.
탕은 하의 우, 주의 문왕, 무왕과 함께 성군으로서 후세에 숭상되었다.
| 전 대 걸왕(하) | 제1대 상의 국왕 기원전 1600년 ~ 기원전 1589년 | 후 대 태정 |